# Resolució 2122 del Consell de Seguretat de les Nacions Unides
La Resolució 2122 del Consell de Seguretat de les Nacions Unides fou adoptada per unanimitat el 18 d'octubre de 2013. A proposta de l'Azerbaidjan i vist l'informe del Secretari General de les Nacions Unides, el Consell va demanar la plena implementació de la Resolució 1325 (2000) va proposar dures mesures per tal que les dones participin en totes les fases de resolució d'un conflicte, encoratjant a les dones a que s'impliquessin més en la resolució de conflictes armats, fins i tot donant-les un lloc a la taula de negociacions.

## Detalls
La igualtat de gènere era important per preservar la pau internacional. La implementació completa de la Resolució 1325 només es podria aconseguir prestant més atenció a la participació i als drets humans de les dones. A causa dels seus drets desiguals, les dones sovint eren més vulnerables durant un conflicte. El mateix Consell de Seguretat també havia de prestar-ne més atenció.

## Actes
El Consell de Seguretat pretenia prestar més atenció a la participació de les dones en la resolució de conflictes. En el marc de les operacions de pau, es preveia una major participació de les dones en el procés polític, el desarmament, la desmobilització, la reintegració, la reforma de l'exèrcit, la policia, la justícia i la reconstrucció. També durant les missions s'havia de considerar la protecció de dones i nenes. S'hauria de proporcionar atenció d'emergència a les dones que quedaven embarassades després d'una violació.